# Rosporden

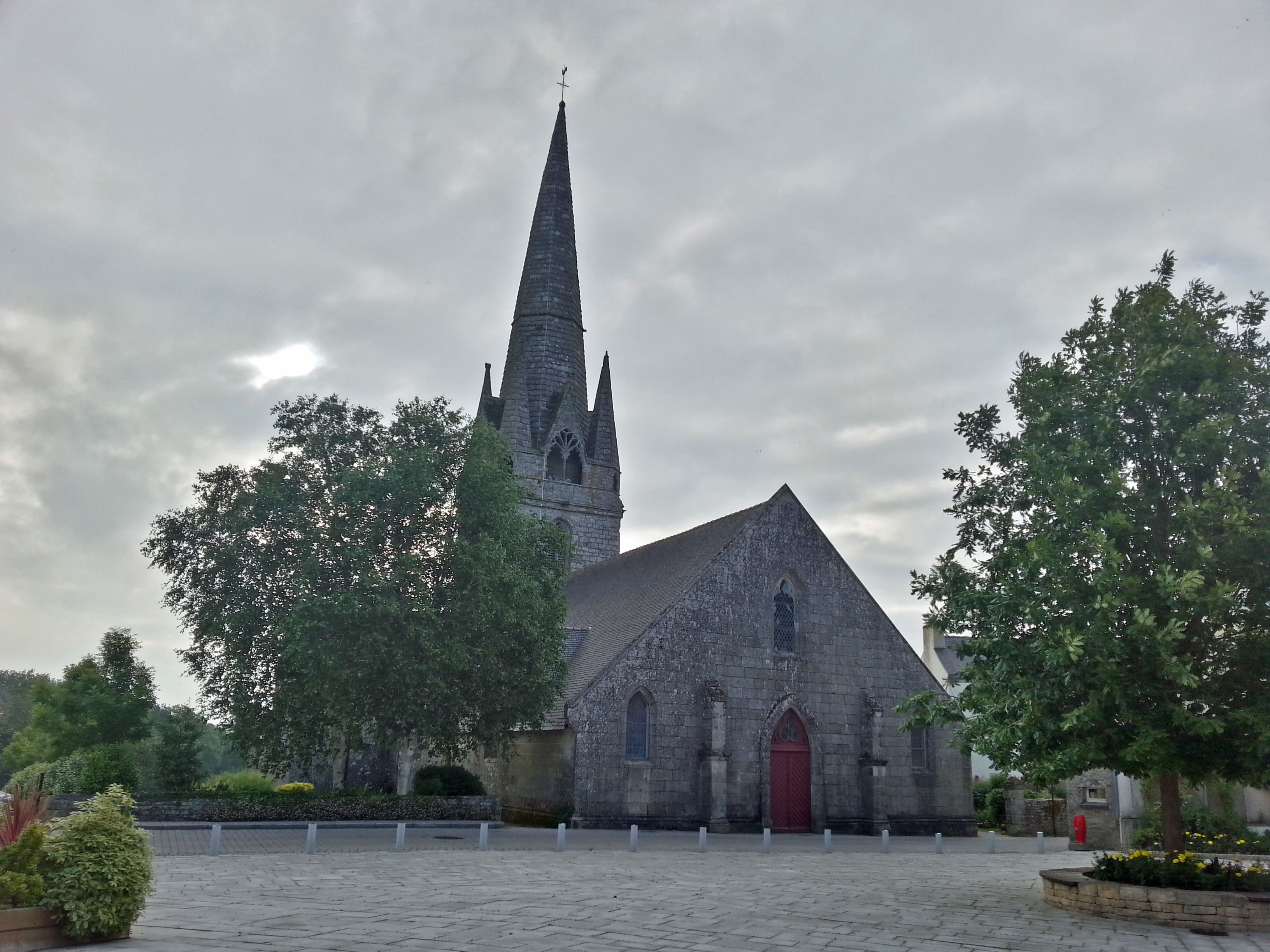
Notre-Dame de Rosporden

 Rosporden  (también así en bretón) es una población y comuna francesa, situada en la región de Bretaña, departamento de Finisterre, en el distrito de Quimper y cantón de Rosporden.

## Demografía
| 7129 | 6818 | 7082 | 6735 | 6485 | 6441 |
| Para los censos de 1962 a 1999 la población legal corresponde a la población sin duplicidades (Fuente: INSEE [Consultar]) |      |      |      |      |      |